# Fichier central des chèques
Pour les articles homonymes, voir FCC.
Le fichier central des chèques (FCC) est une base de données tenue par la Banque de France, listant les personnes à qui au moins une banque a retiré la faculté d'émettre des chèques ou d'utiliser une carte bancaire.

## Contenu

### Interdiction bancaire (chèques)
Le fichier liste, jusqu'à expiration après 5 ans ou régularisation, l'identité des personnes (prénom, nom, date et lieu de naissance) concernées par une interdiction bancaire due à un chèque irrégulier. Cette interdiction s'applique dans toute banque française.

### Cartes
Le fichier liste également l'identité des personnes pour lesquelles au moins une banque a choisi après un usage abusif de retirer une carte de paiement avec choix de communication du retrait à la Banque de France.
La présence dans cette liste n'oblige pas les autres banques à procéder au retrait des cartes, mais leur permet d'éclairer leur prise de risque. Le droit au compte est conservé et permet au client l'accès à une carte à autorisation systématique.
Contrairement à l'inscription pour un chèque, l'inscription pour usage dure deux ans (sauf suppression à la demande de la banque).

## Consultation
Les établissements bancaires, la commission de surendettement et les autorités judiciaires sont autorisés à consulter le FCC.
Toute personne peut demander à consulter les données le concernant auprès de la Banque de France. Les demandes de rectification éventuelles sont à demander auprès des établissements bancaires à l'origine de l'inscription dans le fichier. En cas de refus un recours est possible auprès de la Banque de France.